# Hypertonie musculaire
 (avril 2008).
Sa qualité peut être largement améliorée en utilisant un vocabulaire plus directement compréhensible.
L'hypertonie se traduit par une contraction pathologique du couple musculaire agoniste-antagoniste. Elle est testée lors des mouvements passifs.
Il existe deux grands types d'hypertonie : l'hypertonie spastique et l'hypertonie plastique.

## Hypertonie pyramidale (ou spastique, élastique)
L'hypertonie spastique (ou hypertonie élastique) se rencontre dans le syndrome pyramidal. Elle est vitesse-dépendante, cela signifie que le segment de membre mobilisé résiste d'autant plus à la mobilisation que celle-ci est rapide. Cette hypertonie se renforce à l'effort et à la fatigue. L'hypertonie spastique se manifeste lors de la mobilisation passive par une contraction réflexe du muscle qui s'oppose à l'étirement. L'analogie avec l'élastique est de fait particulièrement adaptée.

## Hypertonie extrapyramidale (ou plastique, rigide)
L'hypertonie rigide (ou hypertonie plastique) se rencontre dans le syndrome extrapyramidal. Elle se caractérise par une résistance constante à la mobilisation passive. L'articulation reste figée dans la position où elle se trouve après relâchement des prises du praticien. Le membre conserve sa position dite « en tuyau de plomb », puis cède par à-coups successifs réalisant le phénomène de la « roue dentée » (préférentiellement au coude, poignet, tête et jambe). La rigidité du muscle est conséquente à une stimulation externe (mouvement imposé) et il n’y a donc pas d’activité musculaire au repos. Il n’y a pas de lien entre la vitesse et l’intensité du mouvement imposé et la rigidité. Toutefois, le degré de rigidité peut être affecté par les mouvements controlatéraux ou les mouvements distaux.
La cause de cette rigidité est généralement de nature neurologique. Elle peut être associée à une mauvaise transmission dopaminergique ou à une altération des noyaux gris centraux. Associée à l'akinésie et au tremblement de repos, elle réalise la triade caractéristique du syndrome extrapyramidal aussi appelé syndrome parkinsonien.

## Catatonie
Forme particulière de rigidité plastique où la passivité motrice est telle que les mouvements imposés passivement sont maintenus indéfiniment. Se rencontre lors de certaines maladies (schizophrénies catatoniques) où les patients adoptent souvent une attitude bizarre qu'ils peuvent conserver longtemps sans fatigue apparente. Cela indique bien la nature tonique et posturale de ce type d'attitude.

## Contracture antalgique
C'est une contraction réflexe des muscles en réaction à la douleur (non contrôlée par le malade)

## Myotonie
Hyperexcitabilité du tissu musculaire dans certaines affections musculaires rares.

## Tétanie
Hyperexcitabilité neuromusculaire en rapport avec une hypocalcémie, hypomagnésémie, alcalose. Elle aboutit au spasme carpopédal : contraction des fléchisseurs des doigts, spasmes des extenseurs des pieds et des fléchisseurs des orteils, laryngospasme avec, parfois, rigidité des muscles inter-costaux.